# Kalinowa (Wiązów)
Kalinowa (deutsch Kallen) ist ein Ort in der Stadt- und Landgemeinde Wiązów im Powiat Strzeliński der Woiwodschaft Niederschlesien in Polen.

## Geographie
Das Angerdorf Kalinowa liegt sechs Kilometer nordöstlich von Wiązów (Wansen), etwa 19 Kilometer nordöstlich von Strzelin (Strehlen) und rund 44 Kilometer südöstlich von Breslau in der Nizina Śląska (Schlesische Tiefebene). Westlich des Dorfes fließt die Oława. Nördlich des Dorfes verläuft die Autostrada A4.
Nachbarorte von Kalinowa sind im Nordosten Oleśnica Mała (Klein Öls) und im Südosten Częstocice (Günthersdorf).

## Geschichte
Der Ort wurde 1305 erstmals als Kalinowa erwähnt. Der Ort wurde vermutlich um 1300 nach deutschem Recht ausgesetzt. Weitere Erwähnungen erfolgten 1319 als Kalnau, 1329 als Kallnow sowie 1359 als Calnow.
Nach dem Ersten Schlesischen Krieg 1742 fiel Kallen zusammen mit dem größten Teil Schlesiens an Preußen. 1783 zählte der Ort acht Bauern- und 14 andere Stellen sowie 133 Einwohner.
Nach der Neugliederung Preußens gehörte die Landgemeinde Kallen ab 1815 zur Provinz Schlesien und war ab 1816 dem Landkreis Ohlau eingegliedert. 1874 wurde der Amtsbezirk Klein Öls gegründet, zu dem die Landgemeinden Günthersdorf, Kallen, Klein Oels und Tempelfeld sowie der Gutsbezirk Klein Oels gehörten. 1885 zählte der Ort 269 Einwohner.
1933 zählte Kallen 224, 1939 wiederum 219 Einwohner. Bis 1945 befand sich der Ort im Landkreis Ohlau.
Als Folge des Zweiten Weltkriegs fiel Kallen wie fast ganz Schlesien 1945 an Polen, wurde in Kalinowa umbenannt und der Woiwodschaft Breslau angegliedert. Die deutsche Bevölkerung wurde, soweit sie nicht vorher geflohen war, weitgehend vertrieben. Die neu angesiedelten Bewohner waren zum Teil Heimatvertriebene aus Ostpolen. 1999 kam der Ort zum Powiat Strzeliński in der Woiwodschaft Niederschlesien.